# Psychoda nugatrix
Psychoda nugatrix is een muggensoort uit de familie van de motmuggen (Psychodidae). De wetenschappelijke naam van de soort is voor het eerst geldig gepubliceerd in 1988 door Baez & Vaillant.